# Dmitrij Gluchovskij
Dmitrij Aleksejevitj Gluchovskij (ryska: Дмитрий Алексеевич Глуховский) född 12 juni 1979 i Moskva, dåvarande Sovjetunionen, är en rysk journalist och författare. Gluchovskij är välkänd inom både rysk science-fiction och utomlands, främst för sin dystopiska och antimilitaristiska romanserie Metro 2033, som har översatts till över 40 språk, och sålt i över fem miljoner exemplar.
I juni 2022 beslutade en rysk domstol att Gluchovskij skulle gripas på grund av att han fördömt kriget i Ukraina och kritiserat Rysslands president Vladimir Putin. Gluchovskij lever därför i exil sedan 2022. I augusti 2023 dömdes Gluchovskij, i sin frånvaro, till åtta års fängelse av en rysk domstol.